# Karangawader
Karangawader is een bestuurslaag in het regentschap Grobogan van de provincie Midden-Java, Indonesië. Karangawader telt 2986 inwoners (volkstelling 2010).